# Hypsiboas dentei
Hypsiboas dentei és una espècie de granota que viu al Brasil, la Guaiana Francesa i, possiblement també, a Surinam.